# Phyllotreta prasina
Phyllotreta prasina är en skalbaggsart som beskrevs av Frederick James Chittenden 1927. Phyllotreta prasina ingår i släktet Phyllotreta och familjen bladbaggar. Inga underarter finns listade i Catalogue of Life.